# Genès d'Arles
Genès d'Arles ou Genès de la Colonne (également orthographié « Geniès », « Geniez » ou encore « Genest »), est un saint de l’Église catholique, mort martyr en 308 à Arles. 
Il est fêté le 25 août.

## Hagiographie
Greffier au tribunal romain d'Arles et chrétien, il refusa de transcrire l'édit de persécution de Dioclétien. Il fut décapité à Trinquetaille au pied d'un mûrier dont ses vénérateurs arrachèrent des feuilles et des rameaux provoquant la mort de l'arbre remplacé par une colonne qui donna par la suite à l'église édifiée non loin de là son vocable de « Saint-Genest de la Colonne ». Cette petite église existe toujours mais au sein d'un mas privé, et elle est inscrite aux monuments historiques depuis le 14 juin 1934. 
D'autres églises arlésiennes furent dédiées à saint Genest : une au centre des arènes n'existe plus, l'autre aux Alyscamps est l'église Saint-Honorat ; d'autre part la primatiale Saint-Trophime, recelant les reliques du corps du saint, aujourd'hui dans la chapelle des Reliques, possède une chapelle Saint-Genès.
L'église San Ginés de Arlés, à Madrid, est dédiée au culte de ce saint français.
Plusieurs communes françaises se nomment Saint-Geniez, en référence à ce saint, ainsi que le quartier Saint-Giniez de Marseille.
Le transfert de reliques de Genès d’Arles est évoqué par Grégoire de Tours, vers 570-580, dans un passage de son ouvrage La Gloire des Martyrs. En effet, dans le texte du miracle de Genès d’Auvergne, Grégoire précise que, lors de la fondation de la nouvelle basilique paléochrétienne sur le tombeau de Genès, saint local thiernois, des reliques de Genès d’Arles, célèbre homonyme, sont apportées à la nouvelle église pour assoir son rayonnement. La célébrité et le rayonnement de Genès d’Arles à l’époque mérovingien sont importants et quelques saints de la gaule mérovingienne nommé « Genès » ne sont finalement que des doublets de Genès d’Arles comme celui de Thiers ou de Tarbes.

L'Histoire littéraire de la France lui consacre un chapitre.

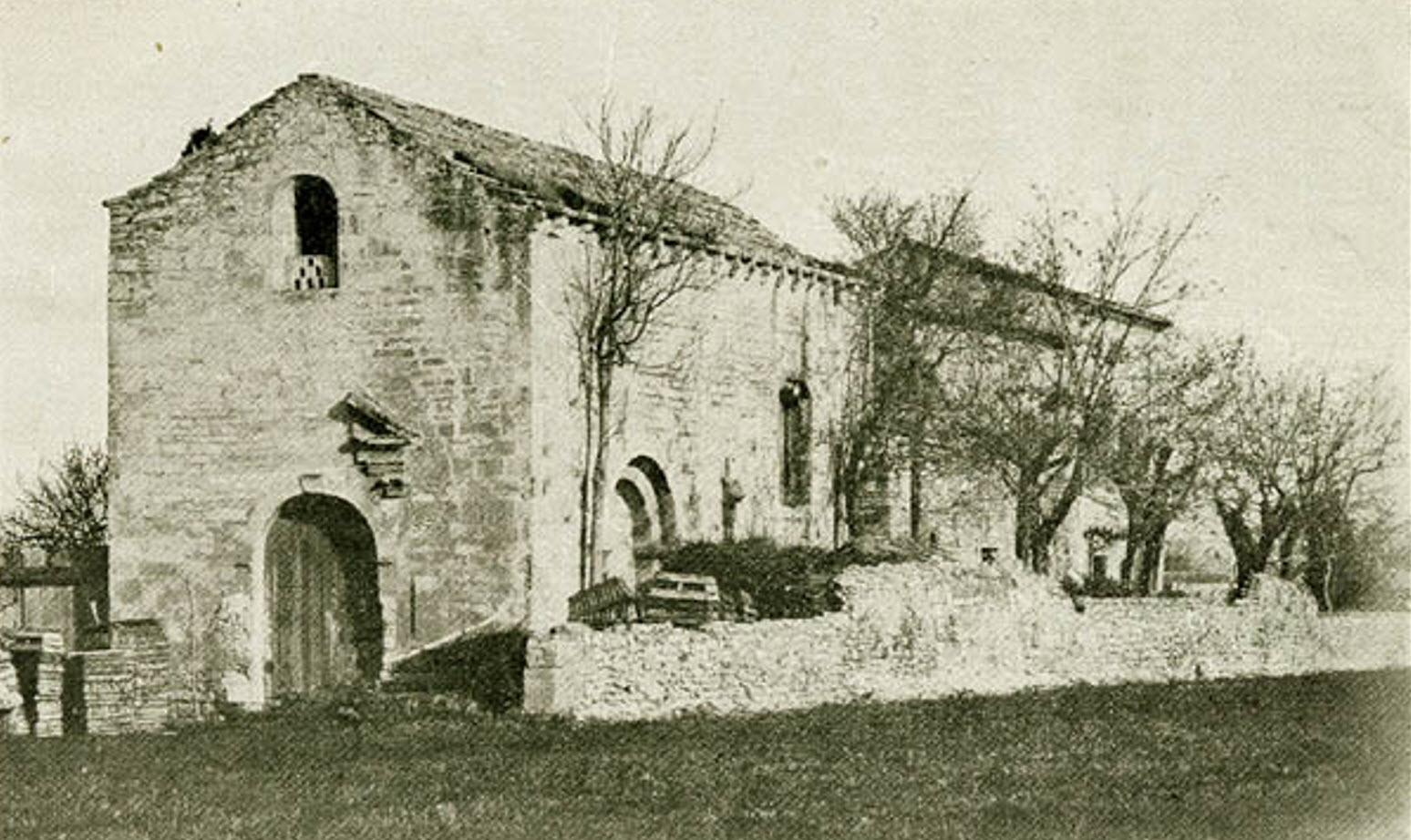
Eglise St Genest de la colonne (cliché fin XIXe ou début XXe siècle
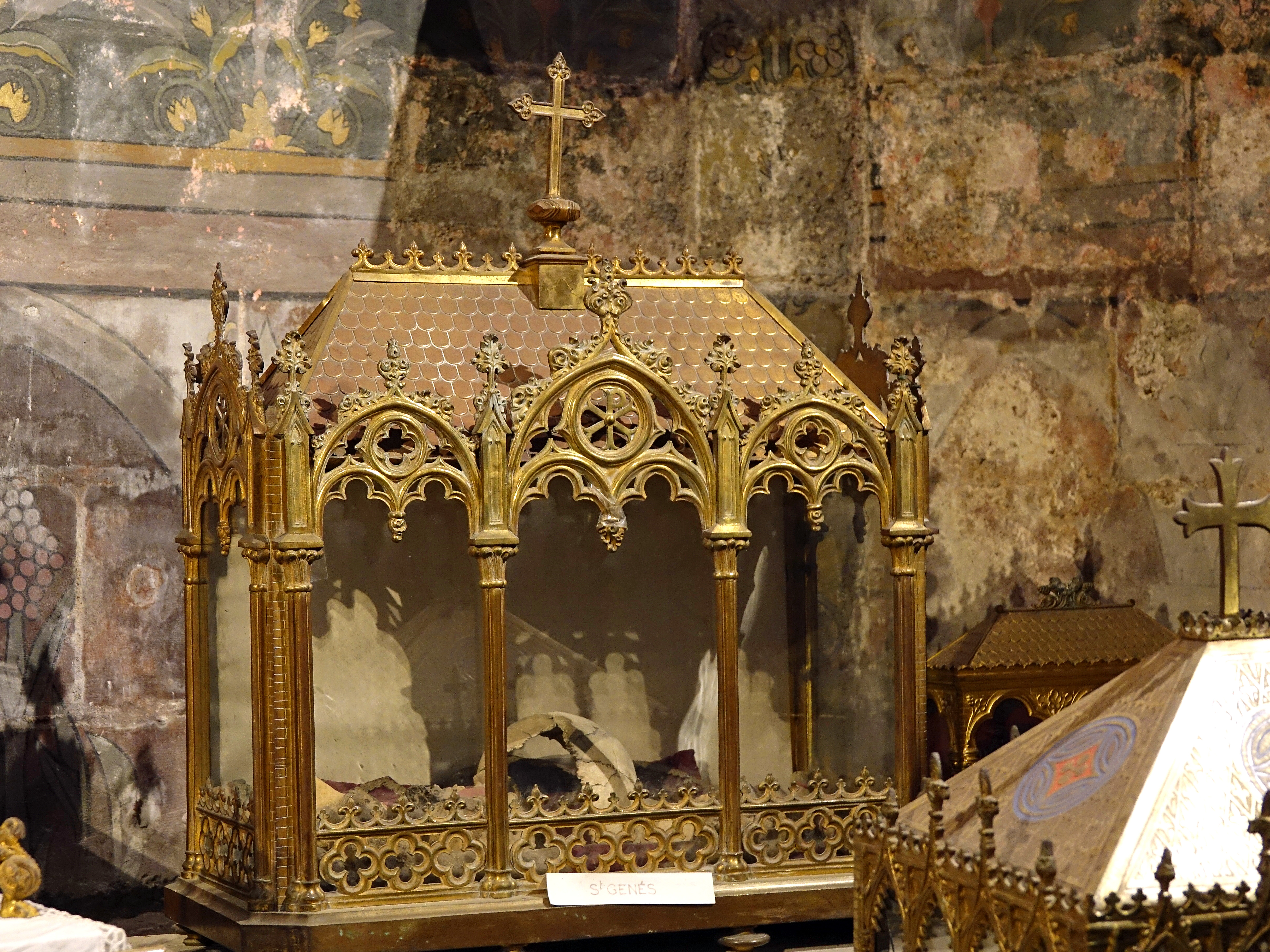
Reliquaire Saint-Genès d'Arles présent dans la basilique de Saint-Trophime (Arles)
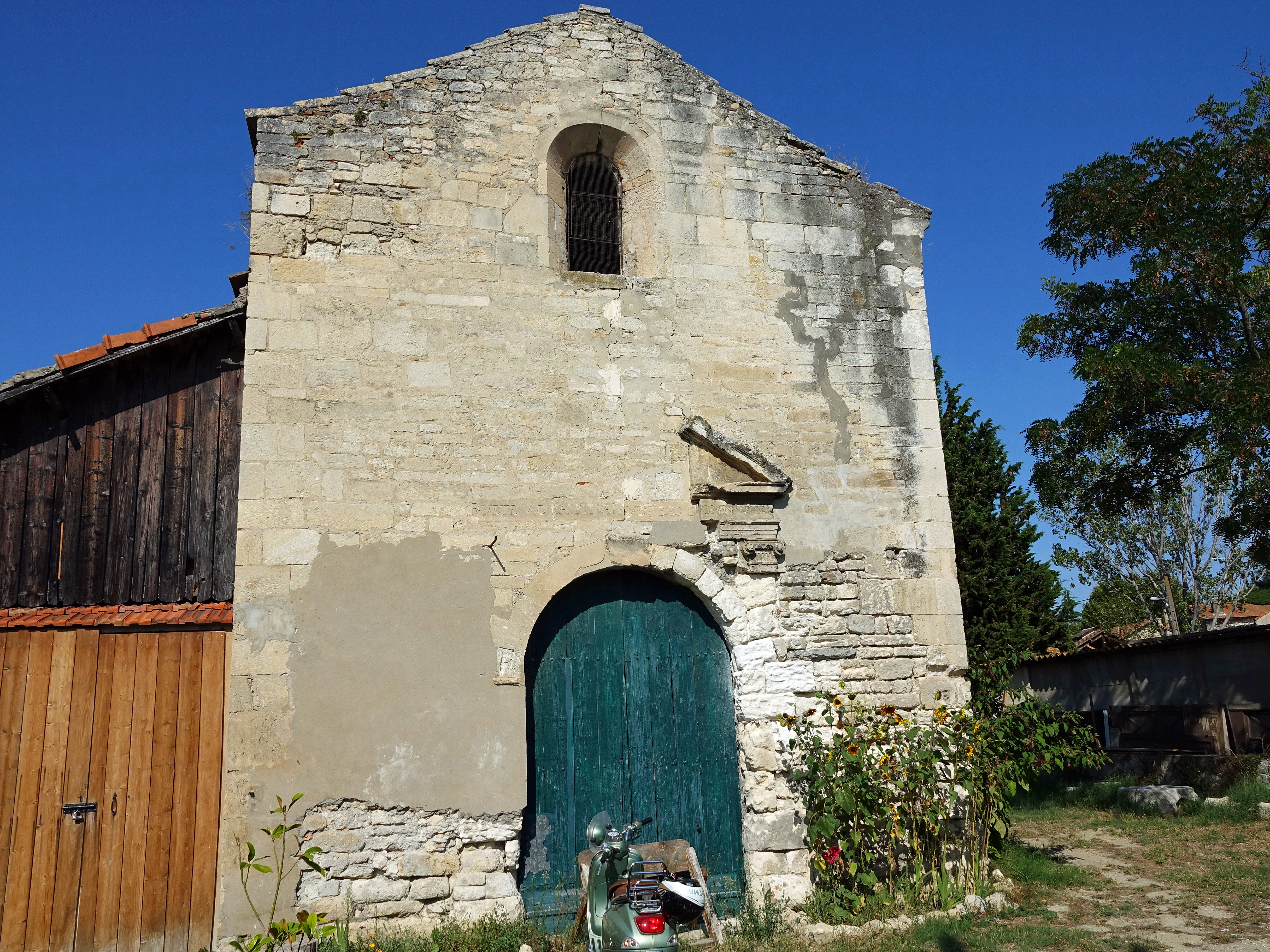
Ancienne église Saint Genès de la Colonne (monument privée)
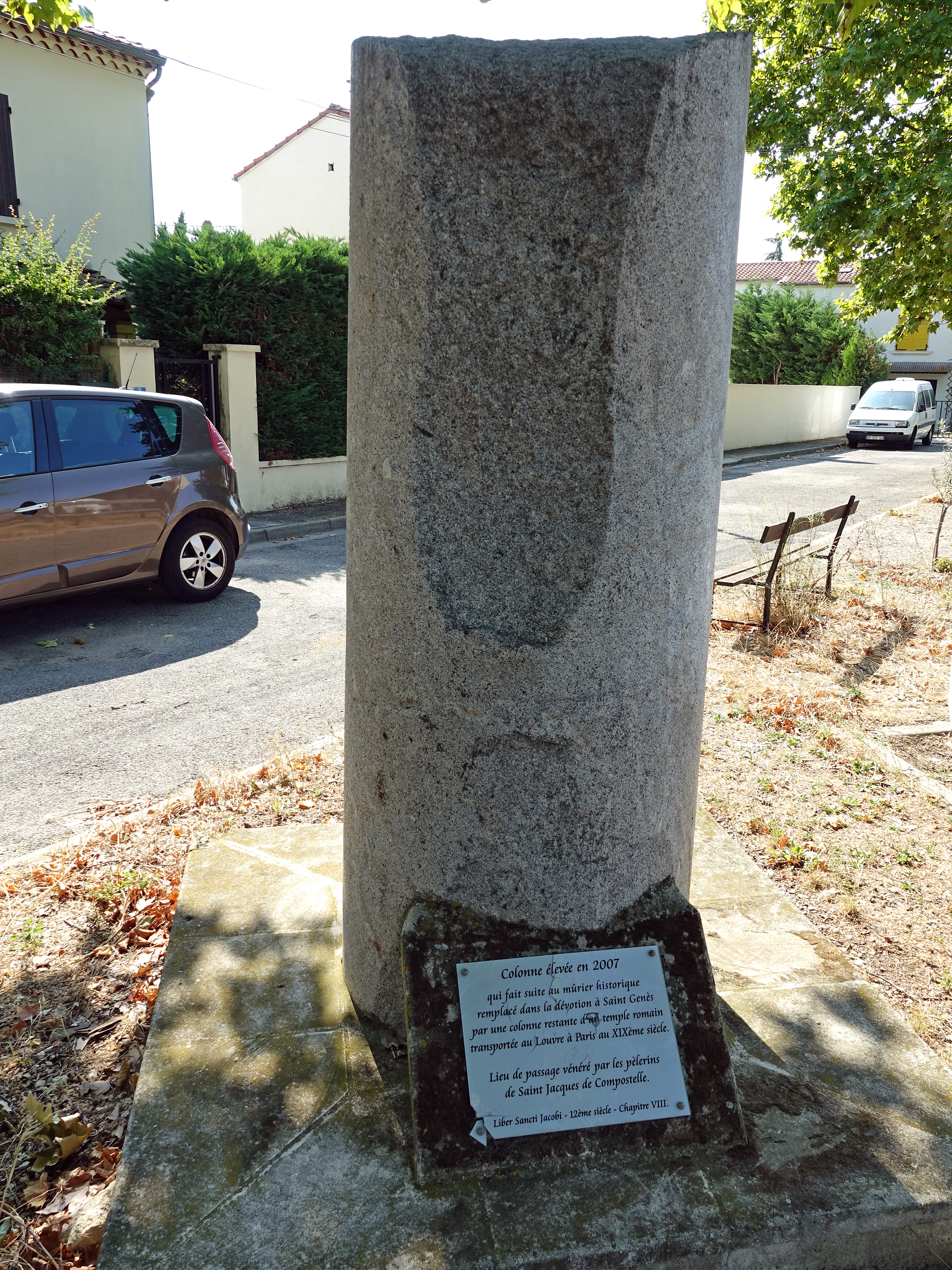
Colonne du quartier Saint Genest ou Saint Genès d'Arles (monument érigé en 2007)